# À la première personne
À la première personne est un essai d'Alain Finkielkraut, paru chez Gallimard en septembre 2019.

## Propos
Il s'agit d'un ouvrage à saveur autobiographique où l'auteur, en réaction aux nombreuses attaques dont il est l'objet depuis plus d'une décennie, tente de retracer les origines de sa pensée et d'expliquer celle-ci. Le titre fait référence au fait que, contrairement à son habitude, il parlera ici directement de lui-même dans une perspective subjective. 

## Contenu
L'ouvrage se divise en sept parties. 
- Dans I. Le pathétique de l'amour (expression empruntée à Emmanuel Levinas, un de ses maîtres à penser), l'auteur raconte la rupture qu'il a opérée, au milieu des années 1970, avec la mentalité soixante-huitarde dominante (dont il avait été partie prenante) célébrant « le Sexe-Roi », en s'appuyant plutôt sur Rousseau pour « donner droit de cité à la volupté sentimentale ». Ce fut le moment où il se permit d'avoir une pensée distincte de celle de la masse.
- Dans II. L'interminable question juive, il rappelle ses propres origines juives, qu'il a longtemps arborées pour participer par procuration à la culture victimaire découlant de la Shoah, mais avec laquelle il a également rompu en se rendant compte que lui, personnellement, n'avait jamais été victime d'antisémitisme. « J'ai cessé de confondre fidélité et fanfaronnade, je ne me raconte plus d'histoires. »
- Dans III. Rencontres, il parle de sa rencontre déterminante avec Michel Foucault (1977), mais surtout avec Milan Kundera (à qui le livre est dédié).
- Dans IV. À la recherche du temps présent, il traite plus directement des thèmes qui font polémique autour de sa pensée : l'identité européenne, et les tendances anti-élitistes et anti-passéistes contemporaines : « Notre société, qui compte de plus en plus d'ennemis déclarés parmi les populations qui la rejoignent, combat sous les noms d’élitisme et d’ethnocentrisme la prédilection pour ses trésors. Voyant dans le passé non une ressource mais une contrainte, elle rompt – de la fidélité à la nostalgie – tous les liens qui l'y rattachent encore, elle se vide, elle se déleste de soi au moment précis où elle est attaquée pour ce qu'elle représente. »
- Dans V. Le choc Heidegger, il présente ce philosophe et le caractère pleinement judicieux qu'il prête à la notion de Gestell définie par celui-ci : en un mot, le monde devient de plus en plus technique, voire technocratique, ce qui empêche un rapport direct de l'homme à lui-même et à la nature. « Rien, en d'autres termes, n'échappe à l'empire du Gestell. Rien, pas même la langue. Celle-ci est placée d'emblée et sans réserve dans l'horizon de la raison opérationnelle. On ne la conçoit plus comme civilisation, mais comme service. » L'auteur parle aussi des motifs qui lui ont fait accepter, après moult hésitations, un fauteuil à l'Académie française : « Et mon fils a emporté la décision en me disant : “Pense à tes parents et fais-le pour eux.” »
- Dans VI. Le scandale, il traite du choc subi lorsque les idées antisémites de Heidegger ont été révélées par la parution des Cahiers noirs. « Je ne chercherai pas à disculper Heidegger [...]. » Il en profite toutefois pour rappeler la valeur prophétique de l'œuvre du philosophe, à une époque où l'on célèbre le déracinement : « Et quand les planétaires, délivrés de tout ancrage, accueillent, à leur descente de bateau, des migrants, c'est-à-dire des êtres définis non plus par leur origine ou leur destination mais par l'errance, et l'errance seulement [...]. » Il en résulte une nouvelle forme d'antisémitisme, officiellement appelée « antisionisme », par laquelle le simple fait que l'État d'Israël se définisse par des critères ethniques le rend coupable aux yeux de l'intelligentsia « planétaire » actuelle.
- Enfin, dans VII. Amor Mundi, il convoque de nouveau Heidegger pour parler du paradoxe selon lequel nous sommes dans un monde où les gens voyagent de plus en plus pour découvrir le monde, mais le voient de moins en moins, et même, le détruisent par cette activité touristique même. « Dans ces expéditions d'un nouveau type, l'intensification de la vie prend le pas sur la découverte des choses. »

Dans son épilogue, l'auteur déplore le caractère péremptoire du progressisme contemporain des « émissaires de l'humanité accomplie » : « Au nom même de l'exigence démocratique et de l'ouverture à l'Autre, ils entendent régner sur la cité sans vis-à-vis, sans interlocuteurs. Ils n'y parviennent pas bien sûr, mais le climat est lourd, tendu, oppressant, et il asphyxie, au moment où on en aurait le plus besoin, la vie intellectuelle. »

## Réception critique
- « Dans son nouvel ouvrage écrit “à la première personne”", l'académicien revisite son passé et le nôtre, sonde un présent troublé par la haine et nous arme contre le drame multiculturaliste. Un livre d'amour, de colère, de souffrance et de combat[1]. » (Marianne, 28 septembre 2019)
- « Tourné vers le passé, l’essayiste français, soucieux de la beauté du monde et non pas de sa simple survie, s’approche de l’esthétisme de Marcel Proust, influencé par l’écrivain britannique John Ruskin (1819-1900), contempteur du manque de splendeur de la civilisation industrielle[2]. » (Le Devoir, 23 novembre 2019)